# Route magistrale 15 (Arménie)
Pour les articles homonymes, voir M15 et Route 15.
La route magistrale M15 (en arménien : Մ 15 ճանապարհ) est une route magistrale en Arménie.
C'est une ceinture périphérique d'Erevan reliant la M4 au niveau d'Abovyan à la M2 à Masis,,.

## Présentation
La M15 commence au nord d'Erevan à son croisement avec la M4, la route d'Erevan à Sevan. 
La route M15 traverse des zones montagneuses avec au sud, le mont Ararat. 
Au sud d'Erevan, la M15 se termine à son croisement avec la M2, la route d’Erevan à Ararat.
La route M15 mesure 29,4 km de long.

## Tracé
- Abovyan
- Erevan
- Masis